# Francesco Pezza
Francesco Pezza, noto anche con lo pseudonimo di Silvabella (utilizzato in ambito giornalistico) (Mortara, 1873 – Mortara, 20 aprile 1956), è stato un medico e storico italiano.
In ambito medico è noto soprattutto per gli studi sulla malaria, in ambito storico per gli approfondimenti sulle vicende della sua terra natìa, la Lomellina.

## Biografia
Nacque a Mortara nel 1873, figlio di Giuseppe.
Con Giovanni Bertolotti (conosciuto come papà Gianola) e Rodolfo Morosetti, in gioventù fu membro del gruppo di ginnasti mortaresi attivo dal 1881, che per gli allenamenti serali utilizzava le attrezzature della palestra sita nella locale Scuola Tecnica. Nel 1884 il gruppo si costituì in Società Ginnastica "La Costanza", forte di oltre duecento membri.
Si laureò in Medicina all'Università di Pavia, dove fu allievo ed assistente di Giuseppe Sormani, quindi divenne medico condotto, attività che esercitò per l'intera vita.
Nel 1904 era ufficiale sanitario di Mortara.

### Prima guerra mondiale
Durante la fase del dibattito tra interventismo e antinterventismo, il 15 gennaio 1915 conobbe il patriota Cesare Battisti ad una conferenza su Trento e il Trentino tenuta presso il teatro Vittorio Emanuele di Mortara. Nel Pezza nacque una tale ammirazione per la sua figura, che, quando questi fu ucciso nel 1916, ne propugnò la commemorazione mediante una targa apposta nella sua città.
Durante la guerra ottenne il grado di tenente medico e diede vita a varie iniziative in ambito sanitario: il 1º giugno 1914 fondò il comitato mortarese della Croce Rossa Italiana, ne divenne presidente (fino al 1931) e ne curò la pubblicazione del bollettino  Humanitas e l'organizzazione del primo corso per infermiere (1915), e istituì tredici ospedali militari in Mortara e nei comuni limitrofi, gestiti dallo stesso comitato, che svolsero un'attività fondamentale durante gli anni del conflitto. Circa ventimila combattenti provenienti dalla 2ª, 3ª, 4ª, 5ª e 6ª armata sul fronte dell'Isonzo e del monte Grappa furono affidati alle cure dei predetti ospedali, compresi soldati dell'esercito austroungarico (dato il principio di neutralità alla base delle Convenzioni di Ginevra). Secondo i resoconti del Pezza, l'attività della Croce Rossa consentì di ridurre la mortalità a soli 137 individui.

### Primo dopoguerra
Nel primo dopoguerra fu dirigente del partito liberale riformista di Mortara, assieme all'ex sindaco Bernardo Colli, come parte del fronte di liberali e conservatori che contrastava il predominio della Federazione Proletaria Lomellina e del Partito Socialista. Nel medesimo contesto, a febbraio 1919 fu tra i finanziatori del neonato settimanale "Il Risveglio", voce del predetto partito e diretto dal giornalista medese Carlo Cordara.
Fu inoltre tra i primi aderenti al fascismo. Il 23 marzo 1919 partecipò alla fondazione dei Fasci italiani di combattimento in piazza San Sepolcro a Milano, in tale occasione volle sottolineare la propria adesione al movimento inviando un telegramma direttamente a Benito Mussolini, per essere considerato un sansepolcrista a tutti gli effetti. Nel giro di pochi anni lo si vide alla dirigenza del movimento fascista lomellino: a titolo di esempio, nel 1924, rispondendo ad una lettera aperta del deputato e poeta Sem Benelli alla gente della Lomellina, si firmò Fiduciario del P.N.F. per il gruppo di Mortara.
Un ulteriore esempio dell'impegno pubblico per il proprio paese si ebbe negli anni '20, quando fu investito segretario del comitato a favore della costruzione della linea ferroviaria Tortona-Mortara.
Nel 1922 contribuì alla pubblicazione in memoria dei caduti mortaresi della Grande Guerra, edita per l'inaugurazione del relativo monumento il 22 novembre 1922: "Cenno illustrativo della Città di Mortara - Albo d'Onore dei Caduti". La lista di nomi fornita dal Pezza è considerata l'unica attendibile, assieme a quella riportata sul monumento stesso.

### Seconda guerra mondiale
Relativamente agli anni della Seconda guerra mondiale, le fonti consultate finora riportano solo i seguenti due episodi.
Nel 1940, in occasione delle celebrazioni per l'inaugurazione dello stendardo dello Squadrone a Mortara, partecipò in qualità di capitano medico per la Sanità militare di Mortara. Durante la cerimonia dello scoprimento della lapide commemorò, presso il Campo Sportivo del Littorio, il sacrificio del maggiore conte Grezzelli di Rossano e dei suoi Squadroni di Nizza Cavalleria che il 21 marzo 1849 caricarono gli Austriaci che entravano in Mortara, permettendo così il ripiegamento delle truppe italiane e guadagnando allo stendardo di Nizza Cavalleria la prima medaglia al valore.
Il 27 aprile 1945 fece parte del gruppo di cittadini che accompagnò monsignor Luigi Dughera per trattare il rilascio dei prigionieri tedeschi mortaresi al treno tedesco di passaggio, al fine di evitare alla città un bombardamento per ritorsione.

### Secondo dopoguerra
Conclusa la guerra, il noto coinvolgimento nel movimento fascista non gli precluse né la permanenza nella città natale né la partecipazione alla vita pubblica. Ne è testimonianza l'intervento del 6 settembre 1945, in occasione della riunione pubblica tenuta in municipio sulla riorganizzazione le classi del Liceo Scientifico, in cui fece presente che «in questi ultimi anni troppe scuole aveva perduto Mortara». Nello specifico, con tali parole lamentava le soppressioni del regio Ginnasio (uno dei più antichi d'Italia), del regio Istituto Tecnico e del regio Ginnasio Magistrale della cittadina pavese. Oltre alla popolazione, presero parte alla riunione il Provveditore agli Studi di Pavia Vinardi, il preside Biscaldi, il sindaco di Mortara Bianchi e il rappresentante del Comitato di Liberazione Nazionale Ercole Delconte.

### Eredità
Nel 1981 la figlia, Giorgina Pezza Tornamè, donò al Comune di Vigevano un fondo di 63 pubblicazioni scritte dal padre: la maggior parte a soggetto storico, le restanti di carattere medico.

## Gli studi

### Medicina
In ambito sanitario approfondì soprattutto le malattie del lavoro, tra cui i problemi sanitari delle mondine. In merito, da ricordare sono i suoi contributi agli studi sulla malaria, all'epoca incombente sul territorio, e sulle altre malattie inerenti il lavoro in risaia. Scrisse numerosi testi di medicina preventiva e profilassi.
Sullo stesso argomento sono noti diversi suoi interventi nei congressi risicoli internazionali, come nel 1903 a Mortara e nel 1912 a Vercelli, o nei congressi internazionali sulla medicina del lavoro, come nel 1906 a Milano.
Nei primi anni del XX secolo compì accurate ricerche che dimostrarono il decisivo ruolo bonificante delle risaie contro la diffusione della malaria, in contrasto con l'opinione tradizionale che le risaie ne fossero invece un potente vettore. Nel 1907 i risultati di tali ricerche furono allegati alla documentazione per una proposta di legge sulla risicoltura avanzata dal Presidente del Consiglio e Ministro degli Interni Giolitti in concerto col Ministro dell'Agricoltura, Industria e Commercio Cocco-Ortu. Nel contesto della medesima questione, in occasione del congresso risicolo internazionale del 1912 a Vercelli, lo stesso Camillo Golgi menzionò e si ispirò all'intervento di Pezza tenuto al precedente congresso del 1903 a Mortara.

### Storia
Fu autore di numerose opere sulla storia della Lomellina e membro di locali associazioni di ambito storico ed artistico, quali la Società Pavese di Storia Patria, la Società Vigevanese di Lettere, Storia ed Arte e la Società Storica Novarese, sui cui bollettini pubblicò svariati articoli.
Furono la conoscenza e la stima per il novarese Giovanni Battista Morandi, all'epoca dell'università, ad avvicinarlo allo studio della storia. La stima reciproca e la passione si concretizzarono nel 1907 nel privilegio di firmare il primo articolo pubblicato dal Bollettino Storico per la Provincia di Novara, fondato e diretto dallo stesso Morandi. Seguendo la passione per tali studi, fu in seguito tra i fondatori ed amministratori della Società Storica Novarese per almeno un decennio. A titolo di esempio del suo coinvolgimento nella vita della società, si citano il sentito discorso commemorativo del 1947 in onore di Alessandro Viglio, per lunghi anni direttore del Bollettino dopo la prematura morte del Morandi, e l'aneddoto raccontato dall'amico e collaboratore Lino Cassani secondo cui fu proprio il Pezza, durante una riunione della società, a proporre la pubblicazione delle Consignationes del 1347, da lui stesso consultate per la stesura del primo articolo sul Bollettino. La proposta si concretizzò poi tra il 1937 e il 1939, ad opera dello stesso Cassani, con Gottardo Mellerio e Mario Tosi, sotto l'egida della Deputazione Subalpina di Storia Patria.
Della sua città natale ricercò strenuamente le origini romane, intravedendo nel reticolato urbano moderno la struttura ortogonale della città antica, nonché la posizione di alcune porte e il percorso delle mura. È possibile che gli sforzi profusi in questa specifica ricerca fossero correlati al culto della romanità dell'ideologia fascista, di cui Pezza fu un convinto sostenitore.
Nonostante alcuni lo considerino uno storico dilettante, non avendo alle spalle uno specifico percorso formativo in ambito storico, il valore dei suoi studi è indiscusso, al punto di divenire negli anni '10 Regio Ispettore agli scavi per la Lomellina orientale e negli anni '20 Ispettore Onorario della Soprintendenza alle Antichità della Lombardia (in tale contesto promosse gli scavi sotto il battistero di Lomello, durante i quali emersero frammenti di epigrafi, di stele funerarie e di una scultura di epoca romana). La sua costante presenza sui luoghi dei ritrovamenti, documentata dagli appunti e dalle relazioni dei sopralluoghi, fornisce una chiara idea delle scoperte archeologiche a cavallo tra fine Ottocento e inizio Novecento.
Nel 1923 fu chiamato a collaborare alla terza edizione della guida del Touring Club Italiano, relativamente alla sua Lomellina, assieme ad altri membri della Società Storica Novarese: Carlo Nigra per il Lago d'Orta e Antonio Massara per il Lago Maggiore.
Fu anche un collezionista di reperti archeologici. La sua collezione constava di una cinquantina di pezzi, per la maggior parte integri. Una relazione del 1956 conservata presso l'Archivio Topografico della Soprintendenza ai Beni Archeologici della Lombardia lista monete, oggetti metallici, recipienti in vetro, terracotta e terra sigillata, cinque lucerne, alcune fusaiole, un busto femminile in terracotta, una coppetta costolata, un balsamario in vetro e altri reperti in terracotta. Nei suoi scritti il riferimento ai reperti archeologici è costante, specialmente monete ed epigrafi, unitamente al luogo di ritrovamento.

## Opere

### Medicina

#### Convegni
Interventi ai convegni, il cui contenuto è reperibile nei rispettivi atti:
- Le malattie del lavoro risicolo, II Congresso Risicolo Internazionale, Mortara, 1-3 ottobre 1903.
- Patologia dei risaioli, I Congresso internazionale delle malattie del lavoro, Milano, 9-14 giugno 1906.
- Contributo all'epidemiologia e profilassi di una dermatite dei risaioli ad esplosione collettiva simultanea (Erba Grata), IV Congresso risicolo internazionale, Vercelli, 5-8 novembre 1912.
- Gravidanza e lavoro di monda in risaia, XI Congresso Nazionale di Medicina del Lavoro, Torino, 29-31 ottobre 1934.

#### Articoli
- Le malattie del lavoro risicolo con speciale riguardo alla malaria, in Atti della Società per gli studi della malaria, vol. 5, Roma, 1904,  pp. 415-451.
- Studi sperimentali sulla profilassi antimalarica in risaia, in Atti della Società per gli Studi della malaria, vol. 6, Roma, 1905,  pp. 217-254.
- Dermatiti, paterecci, oftalmie nei lavoratori delle risaie, in Il Lavoro, n. 1, 1905.
- Pratiche antimalariche rurali; note d'igiene e terapia, in Atti della Società per gli Studi della malaria, vol. 7, Roma, 1906,  pp. 253-267.

#### Libri
- Il problema malarico nella risicoltura italiana, Roma, Tip. Camera dei Deputati, 1925.

### Storia

#### Articoli

Percorso della Via Settimia, allegato all'articolo Romanità ed attualità della Sempione-Genova per Novara, Mortara, Tortona del 1948

I più importanti scritti apparsi sul Bollettino Storico per la Provincia di Novara, segnalati da Lino Cassani:
- Derivazione d'acqua dell'Agogna concessa dal Comune di Novara a quello di Mortara nel 1376, n. 3, 1908.
- La Patria di Bernardino Lanino, n. 4, 1910.
- La battaglia al Ticino e le vicende di un Municipio romano (recensione), n. 3, 1922.
- Profilo della Bulgaria italiana e vicende comitali di Novara nell'Alto Medioevo, n. 1/2, 1935.
- L'ultimo Console di Dessiè, n. 1, 1937.
- I tributi pontifici e le scomuniche fiscali delle Chiese novaresi nel biennio 1335-36 secondo i Registri Vaticani, n. 1, 1947.
- Romanità ed attualità della Sempione-Genova per Novara, Mortara, Tortona, n. 2/3, 1948.

Altri articoli:
- Notizie sulla Canonica di S. Croce in Mortara - 1080-1449, in Bollettino storico pavese, vol. 2, n. 3/4, dicembre 1894.
- A. Boffi e F. Pezza, Diplomi inediti di Carlo V e degli Sforza sopra il dazio di Mortara, in Bollettino della Società pavese di storia patria, vol. 4, n. 4, dicembre 1904.
- A. Boffi e F. Pezza, La novennale signoria di Facino Cane e Beatrice di Tenda sopra Mortara (secondo il libro dei privilegi mortaresi), in Bollettino della Società pavese di storia patria, vol. 5, n. 3, settembre 1905.
- Su e giù per le antiche pievi novaresi della Lomellina, in Bollettino Storico per la Provincia di Novara, nn. 1, 2, 4, 5, Novara, Cantone, 1907.
- L'ordine mortariense e l'abbazia mitrata di Santa Croce, Mortara, Tip. Angelo Monchietti, 1923.
- Il San Lorenzo di Mortara nella storia e nell'arte, Mortara, Tip. Angelo Monchietti, 1925.
- Il tracciato romano della Via Francisca, II Congresso della Società Piemontese di Archeologia e Belle Arti, Asti, 1-3 agosto 1933, Torino, Tip. Giuseppe Anfossi, 1937.
- Le Associazioni all'Adunata di Piazza S. Sepolcro, in Ticinum, n. 3, Pavia, 1942.
- Istituto Fascista di Cultura - Sezione di Mortara (a cura di), Corsica, Lomellina, Savoia, in Ticinum, n. 3, Pavia, 1942.
- Castelli signorili della Lomellina, in Ticinum, n. 10, Pavia, 1951.

#### Libri
- I casi di Lomellina durante l'invasione austriaca del 1859, Mortara, Stab. Tip. A. Cortellezzi, 1909.
- Su e giù per la Foresta Nera, Milano, Stabil. Arti Grafiche Alfieri & Lacroix, 1914.
- Vigevano e la Villa Sforzesca (PDF), collana Le cento città d'Italia illustrate, vol. 217, Milano, Casa editrice Sonzogno, 1923.
- Il fronte e la retrovia della prima guerra dell'indipendenza italiana: corrispondenze segrete di Vittorio Verani dall'osservatorio subalpino di S. Martino Siccomario, Pavia, Tipografia cooperativa, 1932 (estratto da  Il 1848 nella provincia di Pavia secondo il carteggio di un osservatore piemontese, in Bollettino della Società Pavese di Storia Patria, Pavia, 1932).
- La Battaglia di Mortara nella celebrazione del primo centenario nella sua cronaca e nel suo documentario, 1952.
- Alla scoperta dell'annibalico Vico Tumulis, Novara, Stab. Tip. E. Cattaneo, 1957 (postumo).

## Riconoscimenti
In onore di Francesco Pezza, nel 1992 il Comune di Mortara istituì il Premio Francesco Pezza: un concorso biennale che premiava la miglior tesi di laurea (discussa in una qualsiasi università e facoltà) incentrata sulla Lomellina, in qualsiasi ambito. Per l'organizzazione del concorso fu creata un'apposita Fondazione "Premio Francesco Pezza", sostenuta da vari soggetti promotori, tra cui la sezione mortarese di Italia Nostra. Nel 2017 la manifestazione fu interrotta a causa della defezione di alcuni enti promotori (che mettevano concretamente a disposizione i fondi per il premio) e per il generale disinteresse verso l'iniziativa, dato che nessuna tesi veniva ormai proposta.
Nel 2018, la sezione mortarese di Italia Nostra ricordò Pezza con un evento incentrato sulla sua opera Il tracciato romano della Via Francisca del 1933, opuscolo per l'occasione ripubblicato in copia anastatica. L'evento si tenne nella biblioteca civica, a lui intitolata.